# Zappa
Zappa er en dansk ungdomsfilm fra 1983 baseret på manuskript af Bjarne Reuter instrueret af Bille August efter en roman af Bjarne Reuter.
Filmen efterfølges af Tro, håb og kærlighed. Bogen og filmen foregår i Brønshøj i 1960-1961.

## Handling
Filmen handler om de tre drenge Bjørn, Sten, og Mulle. De går fra at være helt almindelige børn, der kommer fra arbejderklassen, på nær Sten, der kommer fra en rig familie, men bliver udsat for omsorgssvigt. Ledet af Sten giver drengene sig af med kriminalitet og hærværk.
I bogen Zappa, skrevet af Bjarne Reuter, er der endnu en dreng, som hedder Uffe. I filmen er Uffe ikke med, men nogle af hans replikker bliver overtaget af Bjørn eller Mulle.

## Medvirkende
- Adam Tønsberg som Bjørn
- Morten Hoff som Mulle
- Peter Reichhardt som Steen
- Lone Lindorff som Bjørns mor
- Arne Hansen assom Bjørns far
- Thomas Nielsen som Henning
- Solbjørg Højfeldt som Steens mor
- Bent Raahauge Jørgensen som Steens far (krediteret som Bent Raahauge)
- Inga Bjerre Bloch som Mulles mor
- Jens Okking som Mulles far
- Elga Olga Svendsen som Bjørns bedstemor
- Willy Jacobsen som Bjørns bedstefar
- Ulrikke Bondo som Kirsten
- Søren Frølund som læreren 'Kaalormen'
- Michael Shomacker som Asger
- Dorthe Damsgaard (statist)